# John Day
John Day – miasto w Stanach Zjednoczonych, w stanie Oregon, w hrabstwie Grant.